# Picardia ruwenzoricus
Picardia ruwenzoricus is een vlinder uit de familie vedermotten (Pterophoridae). De wetenschappelijke naam van deze soort is, als Oidaematophorus ruwenzoricus, voor het eerst geldig gepubliceerd in 1991 door Cees Gielis.
De soort komt voor in het Afrotropisch gebied.